# Коллеж социологии
Колле́ж социологии (фр. Le Collège de Sociologie) — социологический кружок, существовавший в Париже с 1937 по 1939 год, лидерами которого были Жорж Батай, Роже Кайуа и Мишель Лейрис.

## Название
Слово «коллеж» используется в данном случае не как учебное заведение, а как «коллегия» — объединение интеллектуалов или ученых, которые занимаются обсуждением проблем определённой научной дисциплины. Существует и другая трактовка, в основе которой лежит древнейшая этимология слова «коллеж» — высший совет друидов, на котором принимались важные решения, касающиеся общественного порядка.

## Цели
Основные цели и задачи сообщества были изложены в двух работах: в «Декларации о создании Коллежа Социологии», которая была написана в марте 1937 года и опубликована в журнале «Acephale» и манифесте «За Коллеж Социологии», опубликованной в июле 1938 года в «La Nouvelle Revue Française»:
- Социальные науки появляются как многообещающая область, но предмет их исследования остается узким, потому что они ограничиваются «анализом структур примитивных обществ, оставляя в стороне современные общества». Таким образом, сообщество должно стремиться целостно изучать социальные структуры. В частности, объектом изучения было решено избрать взаимоотношение между бытием человека и бытием общества.
- Создание морального сообщества, члены которого стремились бы «как можно дальше продвинуться в своих изысканиях в этом направлении». При этом оно должно быть свободным, и любой член кружка может привнести в него свои идеи.
- Точным предметом изучения является сакральная социология, так как во время изучения любого общества во всех его проявлениях можно обнаружить присутствие сакрального.

## Изучение сакрального
Сакральное можно определить как фундаментальную реальность, которая объединяет людей даже в большей мере, нежели формы взаимодействия, основанные на разделении труда, специализации и функционализации. При рассмотрении вопроса сакрального Жорж Батай и другие члены сообщества анализируют закрытые общества (тайных организаций, религиозных орденов, армии, политических партий тоталитарного характера и т. п.). Однако между членами общества возникают разногласия по поводу природы сакрального. Различия в представлениях сакрального проглядываются при сравнении двух текстов докладов: «Сакральное в повседневной жизни» Лейриса и «Влечение и отвращение» Батая. Лейрис предложил следующую классификацию всех обществ с точки зрения сакрального:
- Сообщества, где ещё нет сакрального, то есть сообщества животных;
- Сообщества, где сакральное занимает подобающее ему место;
- Сообщества, где сакральное оказывается на пути к исчезновению, то есть современные общества.

Хотя все участники сообщества поддержали это разделение, оно позволяет по-разному подходить к содержанию понятия сакрального и, в итоге, исследовать его, используя различные методы исследования. Так, Лейрис считает, что в современном мире сакральное хоть и не исчезло, но видоизменилось, потеряло коллективный характер и переместилось в сферу индивидуального и бессознательного, что уже является областью изучения психологии, а не социологии. Батай же приписывает ограниченность социологических методов изучения сакрального противоречивостью природы сакральных явлений, так как даже само латинское слово sacer имеет антонимичные значения: 1) внушающий благоговейное уважение, великий 2)обречённый подземным богам, проклятый, гнусный.
Эти противоречия привели к тому, что формирование сакральной социологии так и не было осуществлено.

## Коллеж и фашизм
Коллеж рассматривал не только научные, но и политические вопросы. В целом, политические взгляды сообщества были сформулированы Батаем, как «радикально противостоящие фашистской агрессии, безоговорочно враждебные господству буржуазии, неспособные доверять коммунизму».
Батай утверждал:
Фашизм находит отклик в обществе, когда оно находится в упадке,: «когда господствующий класс из-за слабости своей власти утратил возможность извлекать выгоду из отклонения центральных сил общества, которые позволяли присваивать богатство. Тогда его охватывает безудержная ностальгия по той власти, которая позволяет установить порядок и выгодно использовать его. Но он оказывается бессильным восстановить такую власть двигаясь по пути преступного порождения сакральных сил, поскольку остается одновременно и непосредственно заинтересованным в ней и слишком трусливым. Поэтому он прибегает тогда к прямому насилию, к утверждению новой силы военного типа, которая ассоциируется со всем, что остается от сакральных сил, в частности тех сакральных сил, что непосредственно связаны с властью, как например, защита отечества.
В заявлении Коллежа Социологии в связи с международным кризисом 1938 года (Мюнхенский сговор) говорится о том, что отсутствие реакции перед лицом войны показывает потерю человеком мужества. Причину этого члены объединения видели в «ослаблении актуальных социальных связей, которые практически сведены на нет развитием буржуазного индивидуализма».

## Критика
В основу научных концепций Коллежа легли социологические труды Э. Дюркгейма, М. Мосса, Л. Леви-Брюля. Дюркгейм отстаивал идею религии без Бога и был убежден в том, что сакральное создается обществом, с чем соглашались члены кружка.
Противоположного мнения был Хайдеггер, которому удалось теоретически объединить онтологический и феноменологический взгляд на сакральное. Он считал, что «священное [сакральное] — сущностное пространство божественности, хранит измерение для богов и для Бога». Он подчеркивал, что «лишь из истины Бытия впервые удается осмыслить cуть Священного».
Ролан Барт в «Мифологиях» (1957) описал, как происходит сакрализация профанического. Согласно Барту, воспроизводство сакрального — это когда миф преобразовывает преходящее — в вечное. Профанное трансформируется в сакральное через массовую культуру и массовое сознание. Впоследствии главной ценностью становится повседневность, обыденность, другими словами, профанное.

## Влияние
Деятельность кружка внесла огромный вклад в изучение социологии. Рене Жирар продолжил размышления представителей французской социологической школы и Коллежа Социологии о жертвоприношении как выражении сакрального. В своей работе «Насилие и сакральное» (1972) он подчеркнул важную роль насилия в формировании единства в обществе. Так, после жертвенного убийства наступает мир. Роль сакрального же — отделение насилия от общества, потому что насилие приписывается божествам, и, таким образом, никто не чувствует вину.